# Yauhen Hauvrylenka
Yauhen Mikhaylavich Hauvrylenka (en biélorusse : Яўген Міхайлавіч Гаўрыленка, né le 5 avril 1951 à Homiel) est un athlète biélorusse spécialiste du 400 mètres haies. Licencié au Dynamo Homel, il mesure 1,87 m pour 76 kg.

## Carrière

### Palmarès
| Date | Compétition                   | Lieu           | Résultat | Performance |
| ---- | ----------------------------- | -------------- | -------- | ----------- |
| 1970 | Championnats d'Europe juniors | Paris-Colombes | 3e       | 50 s 72     |
| 1972 | Jeux olympiques d'été         | Munich         | 6e       | 49 s 66     |
| 1974 | Championnats d'Europe         | Rome           | 3e       | 49 s 32     |
| 1976 | Jeux olympiques d'été         | Montréal       | 3e       | 49 s 45     |

### Records
| Épreuve          | Performance | Lieu | Date |
| ---------------- | ----------- | ---- | ---- |
| 400 mètres haies | 49 s 02     |      | 1976 |